# Wilhelmine Späth
Wilhelmine Späth es una variedad cultivar de ciruelo (Prunus domestica), de las denominadas ciruelas europeas,una variedad de ciruela que fue lanzada comercialmente por el vivero "Späth" en Berlín en 1900.
Las frutas tienen un tamaño de mediano, color de piel azul oscuro, recubierta de pruina abundante y gruesa, y pulpa de color ambarino verdoso, con textura moderadamente firme, poco jugosa, y un sabor un poco dulce y bastante pobre.

## Sinonimia
- "Wilhelmina Späth",
- "Wilhelmine Spath".

## Historia
'Wilhelmine Späth' variedad de ciruela puesta en circulación por el vivero "Späth" de Berlín antes de 1899 e introducido en los circuitos comerciales en 1900.
'Wilhelmine Späth' está cultivada en diversos bancos de germoplasma de cultivos vivos, tales como en National Fruit Collection (Colección Nacional de Fruta) de Reino Unido con el número de accesión: 1951-158 y Nombre Accesión : Wilhelmine Spath. El espécimen fue recibido en el «National Fruit Trials» (Probatorio Nacional de Frutas), para evaluar sus características en 1951.

## Características
'Wilhelmine Späth' árbol erguido vigoroso que produce buenas cosechas. Las flores deben aclararse mucho para que los frutos alcancen un calibre más grueso. Tiene un tiempo de floración que comienza a partir del 13 de abril con el 10% de floración, para el 18 de abril tiene una floración completa (80%), y para el 27 de abril tiene un 90% de caída de pétalos.
'Wilhelmine Späth' tiene una talla de tamaño mediano (peso promedio de 30,90gr, de forma ovalada, con una ligera depresión en la zona ventral, a lo largo de la sutura, asimétrica, con un lado más desarrollado;epidermis de color azul oscuro, recubierta de pruina abundante y gruesa; pedúnculo corto 12,06 mm, grueso, pubescencia ligera, siendo su cavidad peduncular donde se inserta mediana, poco profunda, casi imperceptiblemente rebajada en la sutura;pulpa de color ambarino verdoso, con textura moderadamente firme, poco jugosa, y un sabor un poco dulce y bastante pobre.
Hueso libre, de tamaño mediano, elíptico, semi-globoso, con el surco dorsal muy marcado, a veces discontinuo, los laterales poco acusados, ápice con mucrón pequeño y puntiagudo, con las superficies laterales muy esculpidas.
Su tiempo de recogida de cosecha se inicia en su maduración en la segunda decena de agosto.

## Usos
Se puede utilizar como ciruela culinaria.

## Cultivo
Autofértil y por lo general producirá una cosecha que vale la pena por sí misma, para mejores resultados si se poliniza con otras variedades de ciruelas.